# Post hoc ergo propter hoc
Post hoc, ergo propter hoc (locuzione latina che alla lettera significa dopo di ciò, quindi a causa di ciò) è un sofisma che consiste nell'assumere per causa quello che è un antecedente temporale, ovvero si pretende che se un avvenimento è seguito da un altro, allora il primo deve essere la causa del secondo. Spesso la locuzione è semplificata in post hoc.
Questo sofisma è un errore per adduzione particolarmente insinuante, perché la conseguenza temporale sembra inerire al rapporto causale. L'errore è di concludere solamente in base all'ordine degli avvenimenti piuttosto che tener conto di altri fattori che possono escludere la relazione. Una successione temporale è necessaria perché ci sia una relazione causale, ma non è sufficiente. I luoghi comuni, le credenze, le superstizioni e il pensiero magico sono il risultato di questo errore.

## Principio logico
L'argomento fallace può essere così riassunto:
- si è prodotto A, poi si è prodotto B;
- dunque A ha causato B.

Il fatto che due avvenimenti si succedano non implica che il primo sia la causa del secondo.
Nietzsche relaziona quelli che definisce "occasionali seguiti" alle "causalità fantastiche" che sono a fondamento di costumi e quindi di eticità, essendo questa essenzialmente conformità al costume: 

## Esempi
- «Il gallo canta sempre all'alba, quindi è il canto del gallo che fa sorgere il sole.»
- «Spesso dopo una cometa apparsa in cielo, capita qualche grande disgrazia come la peste, la carestia». Questa cometa non ha alcun legame fisico con questi avvenimenti, tuttavia il popolo guarda la cometa come la causa dell'avvenimento[1].
- «L'astrologia funziona poiché il mio astrologo aveva predetto un terremoto quest'anno e si è verificato». L'efficacia di una disciplina non si può stabilire a partire da un solo esempio. Nel caso specifico vi sono terremoti tutte le settimane e nessuno s'arrischia a predirne uno nei giorni immediatamente successivi[5].
- «Ho preso qualche compressa di Grippoccinum e la mia influenza è sparita in tre giorni. Che medicinale efficace!». L'efficacia di un farmaco non si può stabilire su uno o pochi casi particolari. Si stabilisce più lentamente, su più studi clinici condotti scientificamente, su un numero sufficiente di pazienti.
- «In Italia, da molti anni sono scomparse le cicogne, ecco perché nascono pochi bambini.»
- «Un bambino si è vaccinato e poi è diventato autistico. Quindi i vaccini causano l'autismo.» Lo studio di Andrew Wakefield sulla correlazione tra vaccini e autismo (e che faceva appunto perno su queste inferenze errate) è stato ampiamente smentito[6].